# 克拉邦德
克拉邦德（德語：Klabund），原名阿尔弗雷德·亨施克（德語：Alfred Henschke，1890年11月4日—1928年8月14日）德国作家，父亲是药剂师。16岁时诊断患有肺结核并终生患病。高中毕业后在慕尼黑学习化学和药理学，后转学哲学、文学和戏剧。在战争期间，因肺结核未被征召入伍，并逐渐开始反战。克拉邦德是多产的作家，作品包括25部戏剧和14部小说，部分作品在他去世后出版。他还对东方文学产生兴趣，并进行了翻译和改编。他的转译作品，基于中国元代杂剧《灰欄記》改编的作品在柏林获得巨大成功。1928年因肺炎并发结核病去世，享年37岁。